# Nuoto ai campionati mondiali di nuoto 2009 - 200 metri dorso maschili
La specialità dei 200 metri dorso maschili ai campionati mondiali di nuoto 2009 si è svolta al complesso natatorio del Foro Italico di Roma, in Italia.
Le qualifiche per la semifinale si sono svolte la mattina del 30 luglio 2009, mentre la semifinale si è svolta la sera dello stesso giorno. La finale si è svolta la sera del 31 luglio 2009.

## Medaglie
| Posizione | Atleta        | Paese       |
| --------- | ------------- | ----------- |
|           | Aaron Peirsol | Stati Uniti |
|           | Ryōsuke Irie  | Giappone    |
|           | Ryan Lochte   | Stati Uniti |

## Record
Prima di questa manifestazione il record del mondo (WR) e il record dei campionati (CR) erano i seguenti.
|  | 1'53"08 | Aaron Peirsol Stati Uniti | 11 luglio 2009 Indianapolis, Stati Uniti |
|  | 1'54"32 | Ryan Lochte Stati Uniti   | 30 marzo 2007 Melbourne, Australia       |

## Risultati batterie
| Pos. | Atleta                   | Nazionalità         | Tempo   | Batteria | Corsia | Note |
| ---- | ------------------------ | ------------------- | ------- | -------- | ------ | ---- |
| 1    | Ryōsuke Irie             | Giappone            | 1:55.20 | 9        | 4      |      |
| 2    | Aaron Peirsol            | Stati Uniti         | 1:55.88 | 8        | 4      |      |
| 3    | Ryan Lochte              | Stati Uniti         | 1:55.97 | 7        | 4      |      |
| 4    | Stanislav Donec          | Russia              | 1:56.03 | 9        | 3      |      |
| 5    | George Du Rand           | Sudafrica           | 1:56.06 | 8        | 1      |      |
| 6    | Yannick Lebherz          | Germania            | 1:56.69 | 9        | 1      |      |
| 7    | Radosław Kawęcki         | Polonia             | 1:56.74 | 9        | 8      |      |
| 8    | Arkadij Vjatčanin        | Russia              | 1:56.97 | 9        | 5      |      |
| 9    | Omar Pinzón              | Colombia            | 1:57.01 | 7        | 8      |      |
| 10   | Aschwin Wildeboer        | Spagna              | 1:57.15 | 8        | 5      |      |
| 11   | Chris Walker-Hebborn     | Regno Unito         | 1:57.52 | 8        | 2      |      |
| 12   | Takashi Nakano           | Giappone            | 1:57.58 | 7        | 3      |      |
| 13   | Damiano Lestingi         | Italia              | 1:57.73 | 9        | 6      |      |
| 14   | Sebastiano Ranfagni      | Italia              | 1:57.75 | 9        | 7      |      |
| 15   | Nicolaas Driebergen      | Paesi Bassi         | 1:57.86 | 7        | 7      |      |
| 16   | Sebastian Stoss          | Austria             | 1:57.97 | 9        | 0      |      |
| 17   | Ashley Delaney           | Australia           | 1:58.02 | 8        | 3      |      |
| 18   | Benjamin Stasiulis       | Francia             | 1:58.17 | 7        | 6      |      |
| 19   | Felix Wolf               | Germania            | 1:58.41 | 7        | 2      |      |
| 20   | Kurt Bassett             | Nuova Zelanda       | 1:58.46 | 8        | 8      | NR   |
| 21   | Matt Hawes               | Canada              | 1:58.89 | 8        | 6      |      |
| 22   | Marco Loughran           | Regno Unito         | 1:59.19 | 8        | 7      |      |
| 23   | Derya Büyükunçu          | Turchia             | 1:59.49 | 9        | 9      |      |
| 24   | Péter Bernek             | Ungheria            | 1:59.65 | 7        | 1      |      |
| 25   | Darren Murray            | Sudafrica           | 1:59.84 | 5        | 5      |      |
| 26   | Rufino Regueira          | Spagna              | 2:00.35 | 9        | 2      |      |
| 27   | Markus Rogan             | Austria             | 2:00.39 | 7        | 5      |      |
| 28   | Dimitrios Chasiotis      | Grecia              | 2:00.42 | 8        | 0      |      |
| 29   | Miguel Robles            | Messico             | 2:00.99 | 6        | 7      |      |
| 30   | Yu Zhang                 | Cina                | 2:01.05 | 5        | 4      |      |
| 31   | Leonardo Guedes          | Brasile             | 2:01.20 | 7        | 0      |      |
| 32   | Pedro Oliveira           | Portogallo          | 2:01.49 | 6        | 4      |      |
| 33   | Pedro Medel              | Cuba                | 2:01.70 | 6        | 6      |      |
| 34   | Itai Chammah             | Israele             | 2:01.86 | 7        | 9      |      |
| 35   | Jakub Jasinski           | Polonia             | 2:01.95 | 8        | 9      |      |
| 36   | Kvetoslav Svoboda        | Rep. Ceca           | 2:02.00 | 6        | 0      |      |
| 37   | Feiyi Cheng              | Cina                | 2:02.29 | 6        | 3      |      |
| 38   | Anders Mcintyre          | Canada              | 2:02.64 | 5        | 0      |      |
| 39   | Andres Olvik             | Estonia             | 2:02.97 | 6        | 8      |      |
| 40   | Andriy Kovbasa           | Ucraina             | 2:03.56 | 4        | 4      |      |
| 41   | Oleg Rabota              | Kazakistan          | 2:03.71 | 6        | 2      |      |
| 42   | Robi Zbogar              | Slovenia            | 2:03.99 | 6        | 9      |      |
| 43   | Karl Burdis              | Irlanda             | 2:04.34 | 5        | 6      |      |
| 44   | David Rodriguez          | Cuba                | 2:04.42 | 5        | 2      |      |
| 45   | Konstantins Bohins       | Lettonia            | 2:04.61 | 4        | 2      |      |
| 46   | Naoufel Benabid          | Algeria             | 2:05.06 | 5        | 1      |      |
| 47   | Jean-Francois Schneiders | Lussemburgo         | 2:05.22 | 4        | 5      |      |
| 48   | Stanislav Ossinskiy      | Kazakistan          | 2:06.12 | 5        | 3      |      |
| 49   | Ehud Segal               | Israele             | 2:06.91 | 6        | 1      |      |
| 50   | Rehan Poncha             | India               | 2:06.92 | 4        | 1      |      |
| 51   | Yury Zaharov             | Kirghizistan        | 2:07.07 | 5        | 7      |      |
| 52   | Achelhi Bilal            | Marocco             | 2:07.59 | 3        | 3      |      |
| 53   | Geoffrey Robin Cheah     | Hong Kong           | 2:08.25 | 4        | 3      |      |
| 54   | Kai Wee Rainer Ng        | Singapore           | 2:08.57 | 4        | 7      |      |
| 55   | Long Do Huy              | Vietnam             | 2:08.83 | 4        | 8      |      |
| 56   | Jean Luis Gomez          | Rep. Dominicana     | 2:10.22 | 3        | 6      |      |
| 57   | ChaoLin Tsung            | Taipei cinese       | 2:10.44 | 4        | 6      |      |
| 58   | Nicholas James           | Zimbabwe            | 2:10.76 | 3        | 1      |      |
| 59   | Boris Kirillov           | Azerbaigian         | 2:10.96 | 3        | 7      |      |
| 60   | Kaspar Raigla            | Estonia             | 2:11.61 | 1        | 4      |      |
| 61   | Doga Celik               | Turchia             | 2:12.26 | 5        | 9      |      |
| 62   | Alberto Tasini           | San Marino          | 2:12.80 | 3        | 0      |      |
| 63   | Yousuf Essa Al Yousuf    | Arabia Saudita      | 2:12.81 | 3        | 4      |      |
| 64   | Tong Antonio             | Macao               | 2:13.22 | 4        | 9      |      |
| 65   | Khachik Plavchyan        | Armenia             | 2:14.19 | 4        | 0      |      |
| 66   | Byron Briedenhann        | Namibia             | 2:14.47 | 2        | 5      |      |
| 67   | Pok Man Ngou             | Macao               | 2:14.87 | 2        | 7      |      |
| 68   | Abbas Raad               | Libano              | 2:15.63 | 2        | 6      |      |
| 69   | J. Hernandez Maradiaga   | Honduras            | 2:16.09 | 3        | 8      |      |
| 70   | Nicholas Coard           | Grenada             | 2:16.65 | 2        | 2      |      |
| 71   | Praveen Tokas            | India               | 2:16.90 | 3        | 5      |      |
| 72   | Mohammed Al Ghaferi      | Emirati Arabi Uniti | 2:17.30 | 2        | 3      |      |
| 73   | Armando Zayas Claure     | Bolivia             | 2:18.09 | 2        | 1      |      |
| 74   | Mark Sammut              | Malta               | 2:19.46 | 3        | 9      |      |
| 75   | Benjamin Gabbard         | Samoa Americane     | 2:20.25 | 1        | 5      |      |
| 76   | Marcelino Richaards      | Suriname            | 2:21.05 | 2        | 8      |      |
| 77   | Heimanu Sichan           | Polinesia francese  | 2:21.63 | 2        | 4      |      |
| 78   | Paul Elaisa              | Figi                | 2:28.97 | 1        | 6      |      |
| 79   | Mathieu Gilles Marquet   | Mauritius           | 2:29.91 | 2        | 9      |      |
| 80   | Timur Atahanov           | Turkmenistan        | 2:34.13 | 1        | 2      |      |
| 81   | Elaijie Erasito          | Figi                | 2:36.75 | 1        | 1      |      |
| 82   | Ahmet Halliyev           | Turkmenistan        | 2:39.58 | 1        | 7      |      |

## Risultati semifinale
| Pos. | Atleta              | Nazionalità | Batteria | Corsia | Tempo   | Note |
| ---- | ------------------- | ----------- | -------- | ------ | ------- | ---- |
| 1    | Aaron Peirsol       | Stati Uniti | 1        | 4      | 1:54.06 | CR   |
| 2    | Ryōsuke Irie        | Giappone    | 2        | 4      | 1:54.14 |      |
| 3    | Arkadij Vjatčanin   | Russia      | 1        | 6      | 1:54.90 |      |
| 4    | Stanislav Donec     | Russia      | 1        | 5      | 1:55.25 |      |
| 5    | Ryan Lochte         | Stati Uniti | 2        | 5      | 1:55.39 |      |
| 6    | Radosław Kawęcki    | Polonia     | 2        | 6      | 1:55.62 |      |
| 7    | George Du Rand      | Sudafrica   | 2        | 3      | 1:55.75 | NR   |
| 8    | Aschwin Wildeboer   | Spagna      | 1        | 2      | 1:55.78 |      |
| 9    | Chris Walkerhebborn | Regno Unito | 2        | 7      | 1:56.05 | NR   |
| 10   | Omar Pinzón         | Colombia    | 2        | 2      | 1:56.40 |      |
| 11   | Nicolaas Driebergen | Paesi Bassi | 2        | 8      | 1:56.85 | NR   |
| 12   | Takashi Nakano      | Giappone    | 1        | 7      | 1:57.02 |      |
| 13   | Sebastian Stoss     | Austria     | 1        | 8      | 1:57.15 |      |
| 14   | Damiano Lestingi    | Italia      | 2        | 1      | 1:57.37 |      |
| 15   | Yannick Lebherz     | Germania    | 1        | 3      | 1:58.01 |      |
| 16   | Sebastiano Ranfagni | Italia      | 1        | 1      | 1:58.84 |      |

## Risultati finale
| Pos. | Atleta            | Nazionalità | Corsia | Tempo   | Note |
| ---- | ----------------- | ----------- | ------ | ------- | ---- |
|      | Aaron Peirsol     | Stati Uniti | 4      | 1:51.92 | WR   |
|      | Ryōsuke Irie      | Giappone    | 5      | 1:52.51 | NR   |
|      | Ryan Lochte       | Stati Uniti | 2      | 1:53.82 |      |
| 4    | Arkadij Vjatčanin | Russia      | 3      | 1:54.75 | ER   |
| 5    | Aschwin Wildeboer | Spagna      | 8      | 1:54.92 |      |
| 6    | Stanislav Donec   | Russia      | 6      | 1:55.36 |      |
| 7    | Radosław Kawęcki  | Polonia     | 7      | 1:55.60 |      |
| 8    | George Du Rand    | Sudafrica   | 1      | 1:56.63 |      |